# Boise
Boise [ˈbɔɪsi] (auch Boise City) ist die Hauptstadt des US-Bundesstaats Idaho und zudem Sitz der Countyverwaltung (County Seat) des Ada County. Sie liegt im Westen der Snake River Plain. Das U.S. Census Bureau hat bei der Volkszählung 2020 eine Einwohnerzahl von 235.684 ermittelt.
Der Name stammt aus dem Französischen (boisé – ‚bewaldet‘), entsprechend bezeichnen die Einwohner ihre Stadt auch als die „Stadt der Bäume“ (city of trees).

## Geographie

### Lage

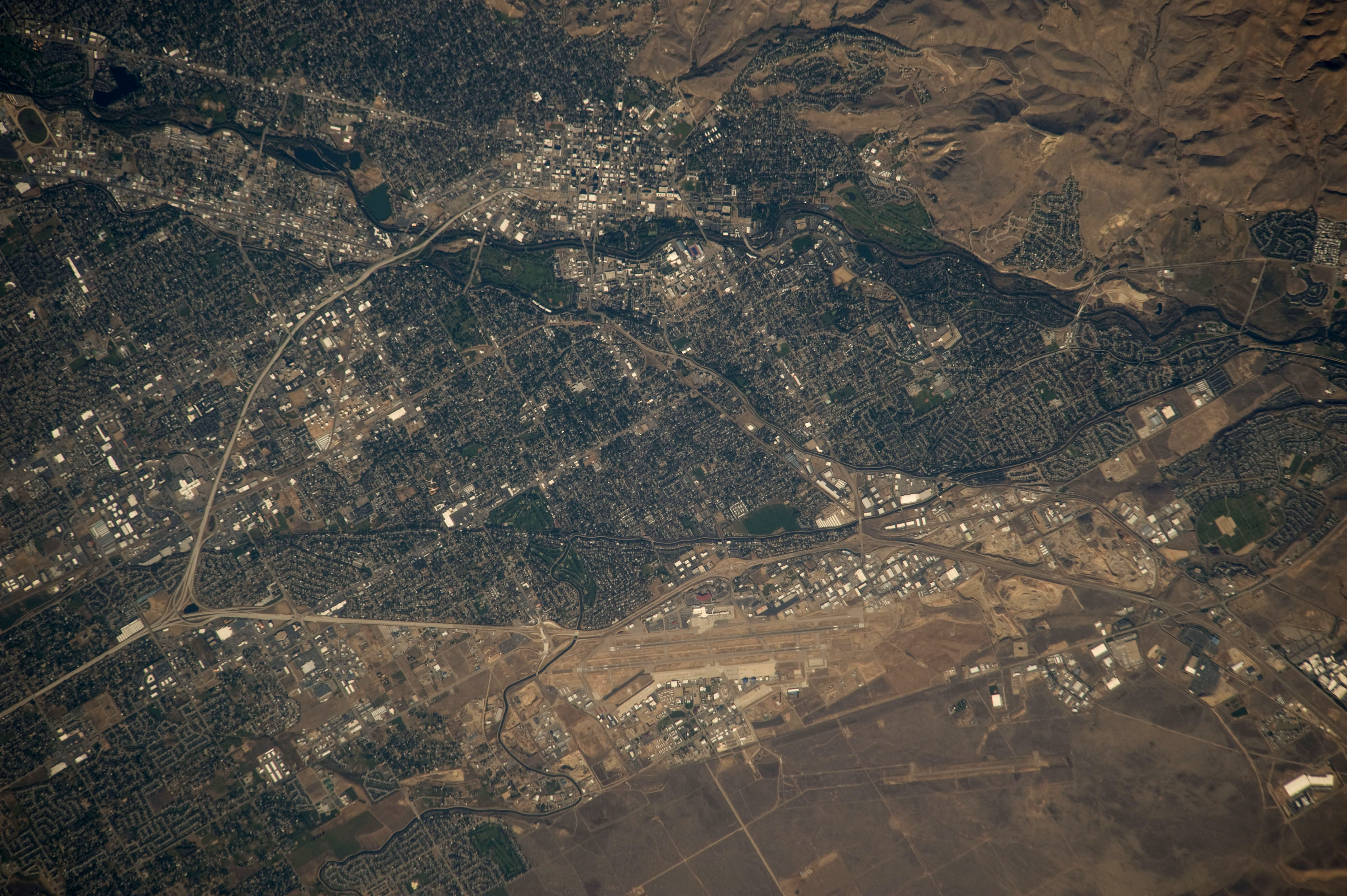
Boise in einer Aufnahme von der Internationalen Raumstation (ISS)

Boise liegt im südwestlichen Idaho, etwa 65 km östlich der Staatsgrenze zu Oregon und etwa 175 km nördlich der Staatsgrenze zu Nevada. Das Zentrum der Stadt liegt auf einer Höhe von 824 m. Boise gehört zum Treasure Valley.
Der Großteil des Stadtgebietes liegt auf einer weiten Ebene, die nach Westen hin ansteigt. Im Nordosten erheben sich Berge, die von der äußersten südöstlichen Ecke der Stadtgrenze bis nach Eagle streichen. Etwa 55 km südwestlich von Boise und 42 km südwestlich von Nampa liegen im benachbarten Owyhee County die Owyhee Mountains.
Nach den Angaben des United States Census Bureaus hat die Stadt eine Fläche von 207,3 km², wovon 205,5 km² auf Land und 1,8 km² auf Gewässer entfallen. Das Stadtgebiet wird vom Boise River entwässert.

### Klima
|                       | Jan  | Feb  | Mär  | Apr  | Mai  | Jun  | Jul  | Aug  | Sep  | Okt  | Nov  | Dez  |   |       |
| Mittl. Tagesmax. (°C) | 2,4  | 6,8  | 11,6 | 16,3 | 21,7 | 27,2 | 32,3 | 31,2 | 25,0 | 18,1 | 9,3  | 3,2  | ⌀ | 17,1  |
| Mittl. Tagesmin. (°C) | −5,8 | −2,5 | −0,1 | 2,6  | 6,6  | 11,2 | 14,3 | 13,8 | 9,0  | 3,9  | −0,5 | −5,3 | ⌀ | 4     |
|                       |      |      |      |      |      |      |      |      |      |      |      |      |   |       |
| Niederschlag (mm)     | 36,8 | 27,2 | 32,8 | 31,5 | 27,4 | 20,6 | 8,9  | 10,9 | 20,3 | 19,0 | 37,6 | 34,5 | Σ | 307,5 |
|                       |      |      |      |      |      |      |      |      |      |      |      |      |   |       |
| Sonnenstunden (h/d)   | 2,9  | 4,8  | 6,6  | 9,3  | 10,6 | 12,1 | 12,7 | 11,9 | 10,1 | 7,9  | 3,6  | 3,6  | ⌀ | 8     |
|                       |      |      |      |      |      |      |      |      |      |      |      |      |   |       |
| Regentage (d)         | 7,9  | 6,3  | 6,8  | 5,6  | 4,7  | 3,8  | 1,7  | 2,0  | 3,0  | 4,1  | 7,7  | 8,1  | Σ | 61,7  |
|                       |      |      |      |      |      |      |      |      |      |      |      |      |   |       |
| Luftfeuchtigkeit (%)  | 75   | 71   | 61   | 53   | 52   | 48   | 37   | 37   | 45   | 54   | 69   | 76   | ⌀ | 56,4  |

| −5,8 |

| −2,5 |

| −0,1 |

| 2,6 |

| 6,6 |

| 11,2 |

| 14,3 |

| 13,8 |

| 9,0 |

| 3,9 |

| −0,5 |

| −5,3 |

| −5,8 |

| −2,5 |

| −0,1 |

| 2,6 |

| 6,6 |

| 11,2 |

| 14,3 |

| 13,8 |

| 9,0 |

| 3,9 |

| −0,5 |

| −5,3 |

## Geschichte

Das Assay Office auf einer Aufnahme des HABS

Ein Ort in Boise hat den Status einer National Historic Landmark, das Assay Office. 135 Bauwerke und Stätten der Stadt sind im National Register of Historic Places (NRHP) eingetragen (Stand 2. November 2018).

## Bevölkerung
Boise wuchs nach der Rezession in Kalifornien stark durch wegziehende Westküstenbewohner. 1990 hatte die Stadt rund 126.000 Einwohner, 1995 schon 160.000 Einwohner, 2005 bereits 190.000 Einwohner und 2010 über 205.000 Einwohner. Der Anteil hinzuziehender Familien mit Kindern ist vergleichsweise hoch, so dass das Durchschnittsalter von Boise bei nur 33 Jahren liegt. 92,15 % der Einwohner sind Weiße, ca. 4,5 % Hispanics. Der Anteil an Afroamerikanern liegt bei 0,77 %. Das durchschnittliche Haushaltseinkommen der Stadt beträgt 42.432 US-Dollar, das Pro-Kopf-Einkommen 22.696 US-Dollar. Die Arbeitslosenquote lag im Februar 2019 bei 3,3 % (U.S. Bureau of Labor Statistics).

## Wirtschaft und Infrastruktur

### Wirtschaft
Boise hat in den Jahren nach der Jahrtausendwende einen stetigen wirtschaftlichen Aufschwung mit hohen Wachstumsraten und niedriger Arbeitslosigkeit zu verzeichnen. Die Stadt hat sich insbesondere zu einem Handels- und Bildungszentrum entwickelt. Boise ist Hauptsitz des Elektronikunternehmens Micron Technology, der Supermarktketten Albertsons und WinCo Foods sowie des Papierunternehmens Boise Cascade Corp. Der Mischkonzern Morrison-Knudsen hatte bis zu seiner Insolvenz und anschließenden Übernahme 1996 ebenfalls seinen Hauptsitz in Boise. Das Nachfolgeunternehmen MotivePower Industries verblieb am hiesigen Standort.

### Verkehr
Boise ist über den Boise Airport ans nationale Luftverkehrsnetz angeschlossen.

### Bildung
In der Stadt ist die größte Universität Idahos angesiedelt, die Boise State University mit ca. 18.000 Studenten. Die Sportteams der Universität tragen den Namen Broncos.
In Boise gibt es vier staatliche High Schools, die stark miteinander um Prestige ringen, unter anderem im High-School-Sport wie American Football und Basketball. Die älteste ist die Boise High School, gefolgt von Borah High und Capital High. Die jüngste ist die Timberline High School. Daneben gibt es noch die katholische Privatschule Bishop Kelly High School und die Cole Valley Christian High School.
Boise ist Sitz des Bistums Boise.

## Kultur

### Freizeit

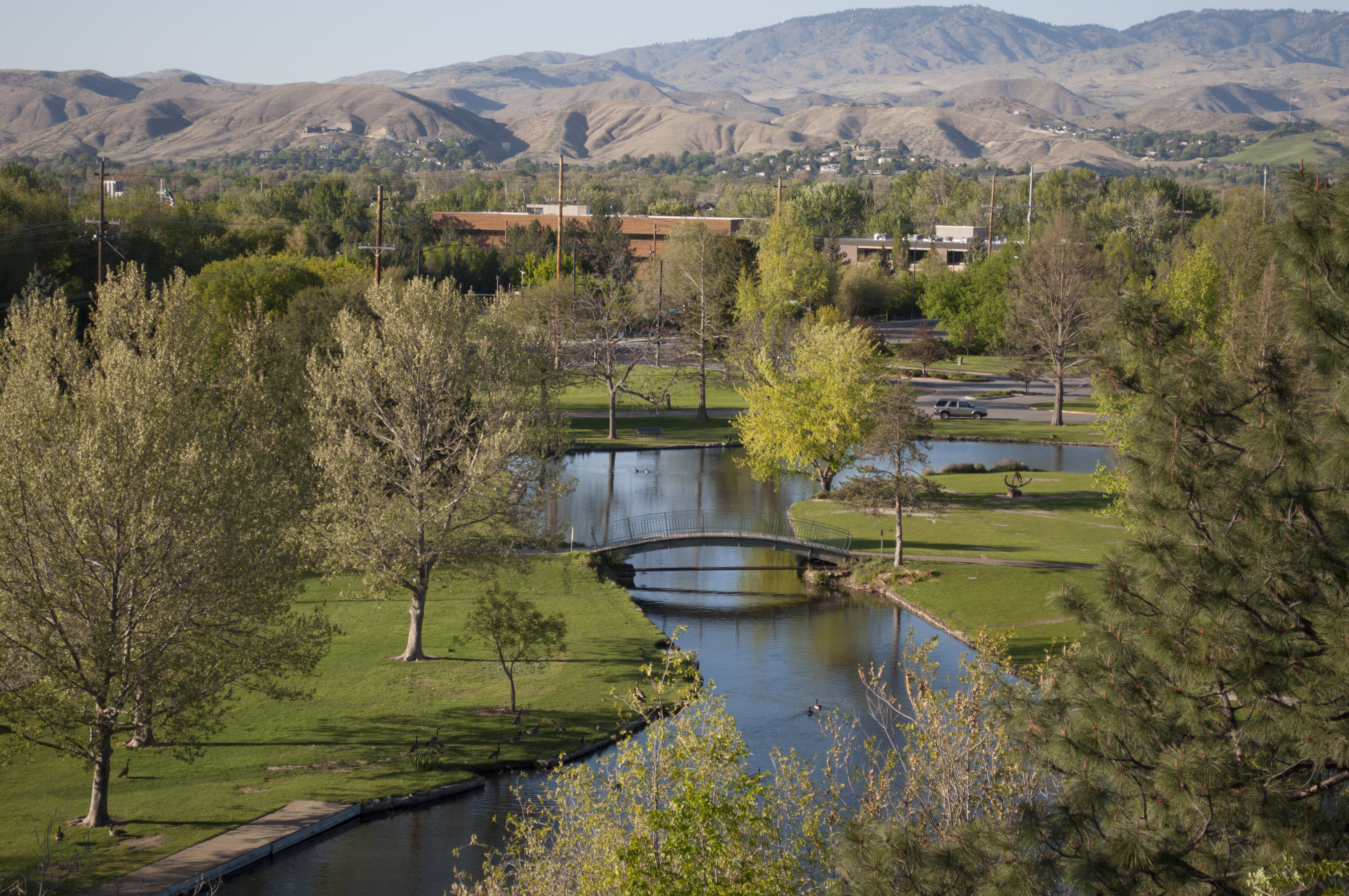
Ann Morrison Park

Boise ist bekannt für seine zahlreichen Erholungs- und Sportmöglichkeiten wie den Boise Greenbelt, ein ausgedehntes Erholungsgebiet, das sich entlang der Flussufer erstreckt, und das Rock Climbing Center, das unter Felskletterern als eines der besten im Westen der USA gilt.
Das etwa 1885 gegründete Boise Philharmonic Orchestra spielt jährlich Sinfoniekonzerte, Kammerkonzerte, Familien- und Kinderkonzerte für über 50.000 Zuhörer.

### Sport
Die Idaho Steelheads sind eine Profi-Eishockeymannschaft aus Boise und spielen in der ECHL.
Die Idaho Stampede vertreten Boise im Basketball in der NBA Development League.
Die Boise Hawks spielen Minor League Baseball als Farmteam für die Chicago Cubs.

Butch Otter und Lori Otter, Gouverneur und First Lady von Idaho, eröffnen die Special Olympics Weltspiele

2009 fanden hier die Special Olympics World Winter Games 2009 statt, das bis dahin größte Sportereignis in Idaho. Bei der Veranstaltung waren sieben Sportarten vertreten: Manche Quellen geben an, es hätten 2500 Athleten teilgenommen, andere sprechen von mehr als 3000. Die Zahl der teilnehmenden Länder variiert zwischen 85 und 100.

## Städtepartnerschaften
Partnerstädte von Boise sind Gernika in Spanien und Tschita in Russland.

## Söhne und Töchter der Stadt
- Sam Coon (1903–1980), Politiker
- Daniel B. Cathcart (1906–1959), Artdirector und Szenenbildner
- Howard W. Hunter (1907–1995), 14. Präsident der Kirche Jesu Christi der Heiligen der Letzten Tage (Mormonen)
- Clarence Lung (1914–1993), Schauspieler
- C. Frederick Koelsch (1907–1999), Chemiker
- Phyllis Brooks (1915–1995), Schauspielerin und Fotomodell
- James Jesus Angleton (1917–1987), Agent und langjähriger Chef der Spionageabwehrabteilung der CIA
- William Denman Eberle (1923–2008), Wirtschaftsmanager und Politiker
- Frank Church (1924–1984), von 1957 bis 1981 für den Staat Idaho Senator im US-Senat
- William Agee (1938–2017), Manager
- Nicholas C. Mullins (1939–1988), Soziologe
- Linda Moulton Howe (* 1942), US-amerikanische Journalistin und Ufologin, Miss Idaho 1963
- William D. Brewer (* 1943), Physiker
- Thom Pace (* 1949), Country-Musiker
- Steve Ripley (1950–2019), Country- und Blues-Gitarrist
- Eugene Myers (* 1953), Informatiker
- Kristine Sutherland (* 1955), Schauspielerin
- Vance Law (* 1956), Baseballspieler
- David H. Bieter (* 1959), Politiker und seit 2004 Bürgermeister von Boise
- Curtis Stigers (* 1965), Sänger und Saxophonist
- Kristin Armstrong (* 1973), Radrennfahrerin
- Jake Plummer (* 1974), American-Football-Spieler
- John Németh (* 1975), Blues- und Soul-Mundharmonikaspieler, Sänger und Songwriter
- Torrie Wilson (* 1975), Profi-Wrestlerin und Fotomodell
- Dane Spencer (* 1977), Skirennläufer
- Josh Hammond (* 1979), Schauspieler, Synchronsprecher und Filmproduzent
- Eilen Jewell (* 1979), Songwriterin, Country- und Roots-Rock-Musikerin
- Joëlle Jones (* 1980), Comiczeichnerin und Autorin
- Kimberlee Peterson (* 1980), Schauspielerin
- Bridget Powers (* 1980), Pornodarstellerin und Rockmusikerin
- Elizabeth Prelogar (* 1980), Juristin
- Morgan James (* 1981), Sängerin und Musicaldarstellerin
- Jeret Peterson (1981–2011), Freestyle-Skifahrer
- Kyle Morris (* 1984), Schauspieler und Synchronsprecher
- Sara Studebaker-Hall (* 1984), Biathletin und vormalige Skilangläuferin
- Marc Ewins (* 1985), Schauspieler und Filmschaffender
- Hugh Thornton (* 1991), American-Football-Spieler
- Sofia Huerta (* 1992), mexikanisch-US-amerikanische Fußballspielerin
- Zack Shada (* 1992), Schauspieler
- Jessica Uberuaga (* 1992), Schauspielerin, Filmproduzentin und Model
- Ben Ferguson (* 1995), Snowboarder
- Will Barta (* 1996), Radrennfahrer
- Davey Hamilton junior (* 1997), Automobilrennfahrer
- Sting Ray Robb (* 2001), Automobilrennfahrer